# Norman Bassette
Norman Bassette, né le 9 novembre 2004 à Arlon en Belgique, est un footballeur international belge qui joue au poste d'attaquant à Coventry City.

## Biographie

### En club
Norman Bassette commence le football à l'Esperance Rossignol en Belgique. Il poursuit ensuite sa formation au Royal Excelsior Virton, au Sporting Charleroi, retourne à Virton, puis à Charleroi, rejoint ensuite l'Entente bertrigeoise puis le KAS Eupen. En 2020 il se trouve finalement sans club et démarche le Stade Malherbe Caen, club français de Ligue 2, où il signe peu après ses 16 ans, âgé minimum requis pour les transferts inter nationaux. Ses aptitudes lui valent de signer un premier contrat professionnel de 3 ans à l'été 2021, quelques mois après être arrivé au club,.
Il commence la saison 2021-2022 avec l'équipe réserve, mais fait finalement ses débuts en équipe première dès le 11 septembre 2021, contre Pau,. Cette saison là, il tient surtout un rôle remarqué dans le parcours des jeunes caennais en Coupe Gambardella, qui s'inclinent en finale aux tirs au but. Il est le meilleur buteur de la compétition.
En 2022-2023, il fait 12 apparitions en Ligue 2 et y marque son premier but professionnel en février contre Grenoble. L'été suivant, souhaitant à la fois jouer davantage et, dit-il, retourner en Belgique, il obtient d'être prêté avec option d'achat au KV Malines, club de première division belge. Le club belge ne lève pas l'option mais Bassette maintient ses velléités de départ, au point de sécher la préparation estivale du club normand. En août 2024, il est finalement transféré au club anglais de Coventry City FC, contre une indemnité estimée entre 2,5 et 3 millions d'euros.

### En sélections nationales
Norman Bassette reçoit sa première convocation en équipe belge des moins de 18 ans le 23 août 2021, et dispute les deux matchs suivants contre la Norvège et la Suède début septembre. Il est par la suite convoqué en sélection nationale des moins de 19 ans et des moins de 20 ans.
Confronté à une vague de forfaits, Domenico Tedesco le convoque chez les Diables Rouges, le 16 novembre 2024, à la veille de la rencontre face à Israël, et il joue ses premières minutes avec l'équipe première lors de cette rencontre, le lendemain à Budapest (défaite 1-0), montant au jeu au même moment qu'un autre néophyte, Killian Sardella.

## Style de jeu
Norman Bassette joue comme avant centre, se révélant un buteur prolifique dans les équipes de jeunes de Caen.

## Statistiques

### En club
| Saison                | Club                  | Championnat           | Championnat | Championnat | Championnat | Coupe nationale | Coupe nationale | Coupe nationale | Coupe de la Ligue | Coupe de la Ligue | Coupe de la Ligue | Autres compétitions | Autres compétitions | Autres compétitions | Autres compétitions | Total | Total | Total |
| Saison                | Club                  | Division              | M.          | B.          | P.d.        | M.              | B.              | P.d.            | M.                | B.                | P.d.              | Comp.               | M.                  | B.                  | P.d.                | M.    | B.    | P.d.  |
| 2021-2022             | SM Caen               | Ligue 2               | 1           | 0           | 0           | -               | -               | -               | -                 | -                 | -                 | -                   | -                   | -                   | -                   | 1     | 0     | 0     |
| 2022-2023             | SM Caen               | Ligue 2               | 12          | 1           | 0           | 1               | 0               | 0               | -                 | -                 | -                 | -                   | -                   | -                   | -                   | 13    | 1     | 0     |
| 2023-2024             | SM Caen               | Ligue 2               | 1           | 0           | 0           | -               | -               | -               | -                 | -                 | -                 | -                   | -                   | -                   | -                   | 1     | 0     | 0     |
| Sous-total            | Sous-total            | Sous-total            | 14          | 1           | 0           | 1               | 0               | 0               | -                 | -                 | -                 | -                   | -                   | -                   | -                   | 15    | 1     | 0     |
| 2023-2024             | KV Malines (prêt)     | Division 1A           | 15          | 3           | 1           | 1               | 0               | 0               | -                 | -                 | -                 | PO2                 | 7                   | 2                   | 0                   | 23    | 5     | 1     |
| 2024-2025             | Coventry City         | Championship          | 25          | 2           | 0           | 2               | 0               | 0               | 2                 | 0                 | 1                 | PO                  | -                   | -                   | -                   | 29    | 2     | 1     |
| Total sur la carrière | Total sur la carrière | Total sur la carrière | 54          | 6           | 1           | 4               | 0               | 0               | 2                 | 0                 | 1                 | -                   | 7                   | 2                   | 0                   | 67    | 8     | 2     |

### En sélections nationales
| Saison                | Sélection             | Phases finales        | Phases finales | Phases finales | Phases finales | Éliminatoires CDM | Éliminatoires CDM | Éliminatoires CDM | Éliminatoires EURO | Éliminatoires EURO | Éliminatoires EURO | Ligue des Nations | Ligue des Nations | Ligue des Nations | Matchs amicaux | Matchs amicaux | Matchs amicaux | Total | Total | Total |
| Saison                | Sélection             | Compétition           | M              | B              | Pd             | M                 | B                 | Pd                | M                  | B                  | Pd                 | M                 | B                 | Pd                | M              | B              | Pd             | M     | B     | Pd    |
| --------------------- | --------------------- | --------------------- | -------------- | -------------- | -------------- | ----------------- | ----------------- | ----------------- | ------------------ | ------------------ | ------------------ | ----------------- | ----------------- | ----------------- | -------------- | -------------- | -------------- | ----- | ----- | ----- |
| 2024-2025             | Belgique              | -                     | -              | -              | -              | -                 | -                 | -                 | -                  | -                  | -                  | 1                 | 0                 | 0                 | -              | -              | -              | 1     | 0     | 0     |
| Total sur la carrière | Total sur la carrière | Total sur la carrière | -              | -              | -              | -                 | -                 | -                 | -                  | -                  | -                  | 1                 | 0                 | 0                 | -              | -              | -              | 1     | 0     | 0     |

### Matchs internationaux
| Matchs internationaux de Norman Bassette, | Matchs internationaux de Norman Bassette, | Matchs internationaux de Norman Bassette, | Matchs internationaux de Norman Bassette, | Matchs internationaux de Norman Bassette, | Matchs internationaux de Norman Bassette, | Matchs internationaux de Norman Bassette, | Matchs internationaux de Norman Bassette,                      |
| #                                         | Date                                      | Lieu                                      | Adversaire                                | Résultat                                  | Compétition                               | Club                                      | Notes                                                          |
| ----------------------------------------- | ----------------------------------------- | ----------------------------------------- | ----------------------------------------- | ----------------------------------------- | ----------------------------------------- | ----------------------------------------- | -------------------------------------------------------------- |
| 1                                         | 17 novembre 2024                          | Bozsik Aréna (en), Budapest, Hongrie      | Israël                                    | D 0 - 1                                   | Ligue des nations 2024-2025               | Coventry City                             | Entre en jeu à la place de Arne Engels à la 93e minute de jeu. |